# Вест-Джордан (Юта)
Вест-Джордан (англ. West Jordan) — місто (англ. city) в США, в окрузі Солт-Лейк штату Юта. Населення — 116 961 особа (2020). Четверте місто у штаті за чисельністю населення. Назване на честь прилеглої річки Джордан, що розташована в межах міста.

## Географія
Вест-Джордан розташований за координатами 40°36′8″ пн. ш. 112°0′3″ зх. д. / 40.60222° пн. ш. 112.00083° зх. д. (40.602264, -112.000968).  За даними Бюро перепису населення США в 2010 році місто мало площу 84,06 км², уся площа — суходіл.

## Демографія
Згідно з переписом 2010 року, у місті мешкало 103 712 осіб у 29 849 домогосподарствах у складі 24 768 родин. Густота населення становила 1234 особи/км².  Було 31366 помешкань (373/км²).
Расовий склад населення:
| - 82,4 % — білих - 2,7 % — азіатів - 1,6 % — вихідців з тихоокеанських островів - 1,0 % — чорних або афроамериканців - 0,7 % — корінних американців - 8,3 % — осіб інших рас |

До двох чи більше рас належало 3,4 %. Частка іспаномовних становила 17,7 % від усіх жителів.
За віковим діапазоном населення розподілялося таким чином: 35,2 % — особи молодші 18 років, 60,2 % — особи у віці 18—64 років, 4,6 % — особи у віці 65 років та старші. Медіана віку мешканця становила 28,2 року. На 100 осіб жіночої статі у місті припадало 98,9 чоловіків;  на 100 жінок у віці від 18 років та старших — 96,3 чоловіків також старших 18 років.
Середній дохід на одне домашнє господарство  становив 77 030 доларів США (медіана — 68 442), а середній дохід на одну сім'ю — 81 754 долари (медіана — 74 650). Медіана доходів становила 48 928 доларів для чоловіків та 35 397 доларів для жінок. За межею бідності перебувало 9,1 % осіб, у тому числі 12,4 % дітей у віці до 18 років та 3,6 % осіб у віці 65 років та старших.
Цивільне працевлаштоване населення становило 54 521 особа. Основні галузі зайнятості: освіта, охорона здоров'я та соціальна допомога — 17,7 %, виробництво — 12,9 %, роздрібна торгівля — 12,6 %.

## Транспорт
З Солт-Лейк-Сіті місто пов'язує Червона лінія швидкісного трамваю, що обслуговує округ.